# Upgant-Schott

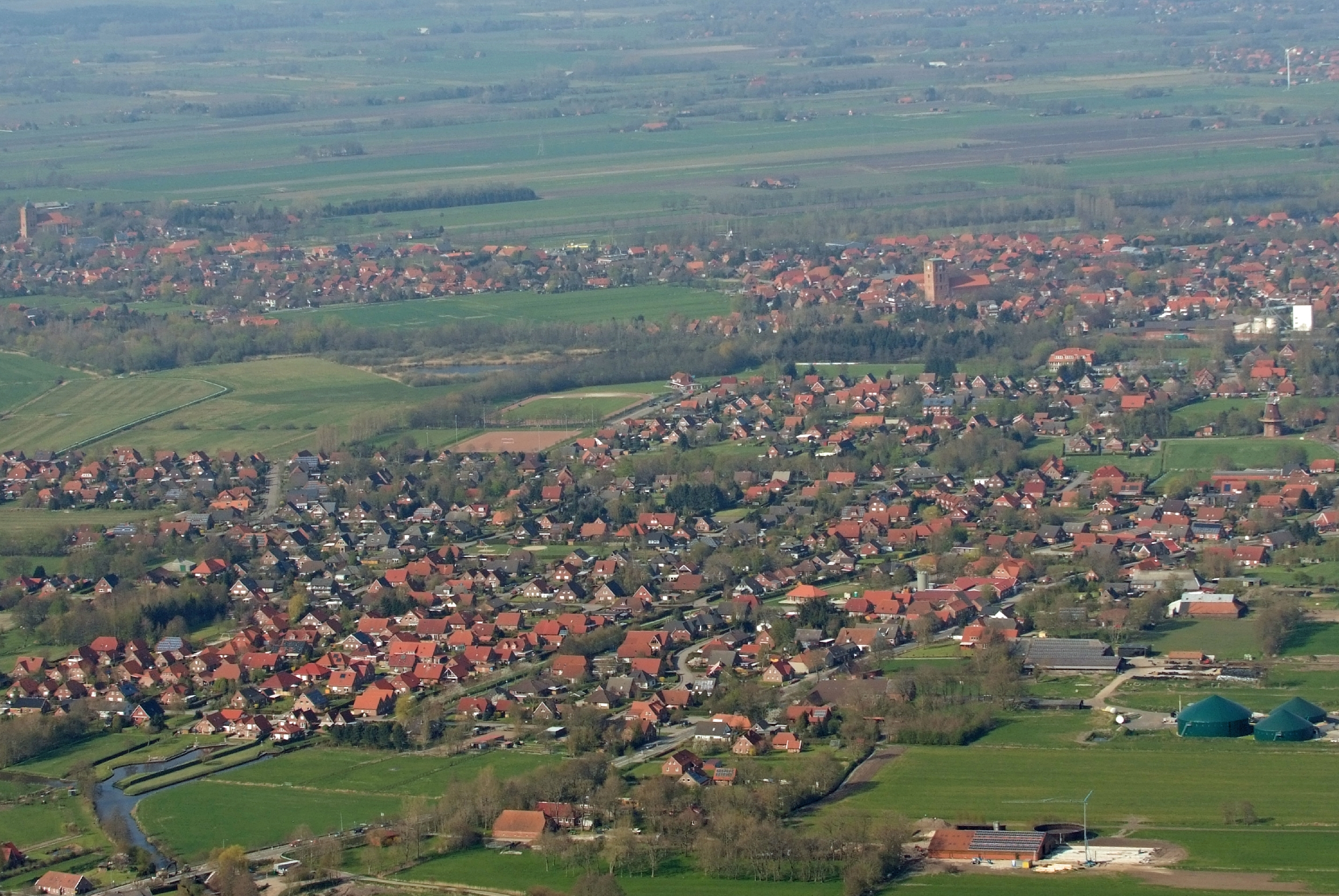
Luftbild mit Teilen von Upgant-Schott (im Hintergrund rechts: Marienhafe, links: Osteel)

Upgant-Schott ist eine Gemeinde in der Samtgemeinde Brookmerland und liegt im Landkreis Aurich in Ostfriesland. Ortsteile von Upgant-Schott sind Mühlenloog, wo die Upganter und Marienhafer Windmühlen stehen, ferner Ihlingswarf, Osterupgant und Kolhörn. Nächstgelegener Bahnhof ist Marienhafe an der Bahnstrecke Rheine–Norddeich Mole.

## Herkunft des Namens
Das erste Mal erwähnt wurde Upgant-Schott als Cuppargent im Jahre 945 im Schenkungsregister des Klosters Fulda. Der Name Upgant bezieht sich vermutlich auf einen kleinen Flusslauf namens Gant, über dessen Verlauf verschiedene Vermutungen bestehen. So kann er von Siegelsum (einem 1969 eingemeindeten Ort) herkommend über das Bollandswater westlich von Schottjer Grode in die Abelitz, einen Zufluss des Alten Greetsieler Sieltiefs, geflossen sein; er kann aber auch aus dem östlich von Upgant liegenden Hochmoor gekommen und mit dem heutigen Upganter Zugschloot identisch sein. Hierfür spricht die Bezeichnung Upgant (ostfriesisch: up de Gant, deutsch: auf/über der Gant). Die Bezeichnung Schott wird vom plattdeutschen scheten (deutsch: werfen) her gedeutet. Die aus einem Graben geworfene Erde lag als eine Art Wall auf der Kante und hieß früher Schott.

## Eingemeindungen
Am 1. Juli 1972 wurde die Gemeinde Siegelsum eingegliedert.

## Politik

### Gemeinderat
Der Rat der Gemeinde Upgant-Schott besteht aus 15 Ratsfrauen und Ratsherren. Dies ist die festgelegte Anzahl für die Mitgliedsgemeinde einer Samtgemeinde mit einer Einwohnerzahl von 3001 bis zu 5000 Einwohnern. Die 15 Ratsmitglieder werden durch eine Kommunalwahl für jeweils fünf Jahre gewählt. Die laufende Amtszeit begann am 1. November 2021 und endet am 31. Oktober 2026.
Die letzte Kommunalwahl vom 11. September 2021 ergab das folgende Ergebnis:
| Partei                            | Anteilige Stimmen | Anzahl Sitze |
| --------------------------------- | ----------------- | ------------ |
| SPD                               | 40,78 %           | 6            |
| Brookmer Wählergemeinschaft (BWG) | 27,22 %           | 4            |
| CDU                               | 13,44 %           | 2            |
| BfB                               | 11,12 %           | 2            |
| Moin                              | 7,45 %            | 1            |

Die Wahlbeteiligung bei der Kommunalwahl 2021 lag mit 57,97 % geringfügig über dem niedersächsischen Durchschnitt von 57,1 %. Zum Vergleich – die Wahlbeteiligung bei der Kommunalwahl 2011 lag mit 56,0 % etwas über dem niedersächsischen Durchschnitt von 55,5 %. Bei der vorherigen Kommunalwahl vom 11. September 2011 lag die Wahlbeteiligung bei 52,36 %.

### Bürgermeister
Bürgermeister von Upgant-Schott ist seit November 2021 Günter Winter (SPD). Er übernahm das Amt von Gundolf Harms, der seit 2016 Bürgermeister war.

### Wappen

Wappen der ehem. Gemeinde Siegelsum

| Wappen der Gemeinde Upgant-Schott | Blasonierung: „In Schwarz drei linksgerichtete 2:1 gestellte goldene (gelbe) Adlerklauen.“ |
| Wappen der Gemeinde Upgant-Schott | Wappenbegründung: Das von Ulf-Dietrich Korn entworfene Wappen wurde am 5. November 1958 vom Regierungspräsidenten in Aurich genehmigt. Es ist das Wappen der ausgestorbenen Familie von Upgant, welches durch einen Grabstein des Siewer von Upgant aus dem Jahre 1568 belegt ist. |

## Öffentliche Einrichtungen
In Siegelsum befindet sich eine von rund 1800 Messstellen des Radioaktivitätsmessnetzes des Bundesamts für Strahlenschutz (BfS). Die Messstation misst die Gamma-Ortsdosisleistung (ODL) am Messort und sendet die Daten an das Messnetz. Die über 24 Stunden gemittelten Daten können direkt im Internet abgerufen werden.

## Kultur und Sehenswürdigkeiten
- Die unter Verwendung der Klosterformatsteine des mittelalterlichen Vorgängerbaues 1820 errichtete Siegelsumer Kirche
- Im Südosten des Ortes befindet sich Ulferts Börg, eines der wenigen erhaltenen mittelalterlichen Steinhäuser Ostfrieslands.

## Söhne und Töchter
- Dieter Eilts (* 1964) – ehemaliger deutscher Fußballspieler und heute Trainer
- Reint de Boer (1935–2010) – deutscher Ingenieurwissenschaftler
- Gerd Constapel (* 1938) – plattdeutscher Lyriker